# Vytautas Bacevicius
Vytautas Bacevicius (9. september 1905 i Lodz, Polen - 15. januar 1970 i New York, USA) var en polsk emigreret litauisk komponist, pianist og lærer.
Bacevicius som er i familie med komponisten Grazyna Bacewicz, studerede komposition på Lodz Musikakademi hos bl.a. Kazimierz Sikorski. Han emigrerede til Kaunas i Litauen (1926), og studerede så i Paris hos Nikolaj Tjerepnin (1927).
Bacevisius tog tilbage til Litauen (1928), og slog sig ned som freelancekomponist, pianist og lærer. Han emigrerede derefter til USA (1939), grundet den tyske indtagelse af Litauen under  2. verdenskrig.
Han har skrevet seks symfonier, orkesterværker, operaer, fire klaverkoncerter, balletmusik, kammermusik etc.

## Udvalgte værker
- Symfoni nr. 1 (1926) - for orkester
- Symfoni nr. 2 "Krigssymfoni" (1940) - for orkester
- Symfoni nr. 3 (1944) - for orkester
- Symfoni nr. 4 (1953) - for orkester
- Symfoni nr. 5 (1956) - for orkester
- Symfoni nr. 6 "Kosmisk" (1960) - for orkester
- Klaverkoncert nr. 1 (1929) - for klaver og orkester
- Klaverkoncert nr. 2 (1933) - for klaver og orkester
- Klaverkoncert nr. 3 (1962) - for klaver og orkester
- Klaverkoncert nr. 4 (1966) - for klaver og orkester
- Violinkoncert (1951) - for violin og orkester